# Władysław Padlewski

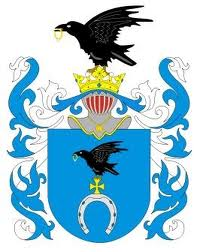
Herb Ślepowron

Władysław Ludwik Skorupka-Padlewski herbu Ślepowron (ur. 1814, zm. 21 listopada 1863 w Kijowie) – polski ziemianin, powstaniec listopadowy i styczniowy na Ukrainie, uczestnik spisku Szymona Konarskiego. Ojciec gen. Zygmunta Padlewskiego.

## Życiorys

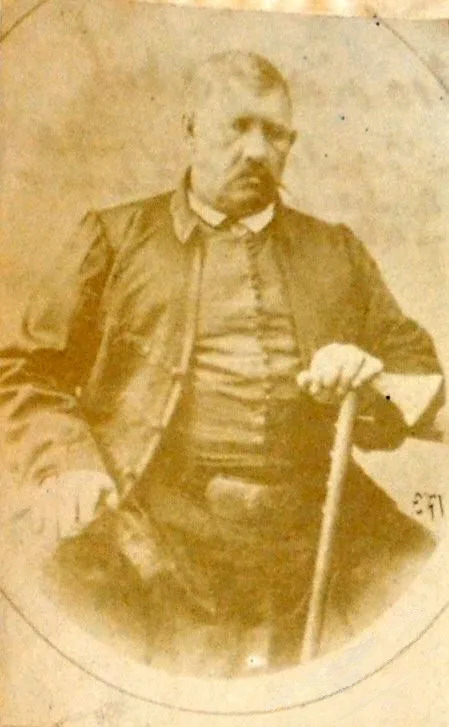
Władysław Ludwik Padlewski ok. 1860

Syn Ludwika i Anny z Zapolskich. Kształcił się w Liceum Krzemienieckim. Oddziedziczył majątek ziemski ze stadniną koni w Czerniawce Małej w powiecie berdyczowskim guberni kijowskiej. Historia  hodowli sięgała stadniny będącej własnością Jakuba Sobieskiego. Wbrew protestom rodziny przyłączył się w 1831 do oddziału powstańczego dowodzonego przez braci matki, Jana i Stefana Zapolskich. Był raniony i uwięziony. Został zwolniony z więzienia po kilku miesiącach, ponieważ był nieletni, a uczestników powstania listopadowego na „ziemiach zabranych” władze carskie traktowały dość łagodnie.
W Berdyczowie odbywały się sławne jarmarki, na których na sprzedaż wystawiano tysiące koni. Tu powstał  spontaniczny ruch społeczny skupiający młodzież ziemiańską demonstracyjnie przeciwstawiającą się przyjętym formom towarzyskim, bałagulszczyzna. Władysław Padlewski stał się gorliwym wyznawcą ruchu i wodził w nim rej, tak że obwołany został wicekrólem. Dekadencka postawa młodzieży była interpretowany jako protest przeciw koniunkturalizmowi ojców, ale okazała się również przykrywką dla działalności spiskowej. Potwierdziło to aresztowanie w 1839 Władysława Padlewskiego oskarżonego o udział w spisku Szymona Konarskiego.  Podczas przeprowadzonego przeszukania posiadłości jego matka  została śmiertelnie pobita. Padlewski został aresztowany, zakuty w kajdany i wtrącony na 10 miesięcy do więzienia w Kijowie. Wersja o śmierci matki w wyniku pobicia przez Kozaków podczas udziału Padlewskiego w powstaniu listopadowym nie wydaje się słuszna wobec potwierdzonej daty śmierci Anny Padlewskiej w 1839.
Zwolniony z więzienia zajął się zarządzaniem posiadłością, hodowlą koni i wołów. Nie zaprzestał działań patriotycznych i spiskowych. W czasie wojny krymskiej opowiadał się za podjęciem powstania zbrojnego. W maju 1861 zorganizował nabożeństwo patriotyczne w Berdyczowie. Choć szukał porozumienia z władzą agitując za zwróceniem się do cesarza z żądaniami narodowymi, to był zwolennikiem powstania zbrojnego.
Powstańcy wyruszyli spod wsi Błażejówka w powiecie berdyczowskim dowodzeni przez Leona Czekońskiego – naczelnika wojennego powiatu berdyczowskiego, Tadeusza Rakowskiego, Platona Krzyżanowskiego - doświadczonego weterana powstania listopadowego i Władysława Padlewskiego, jako dowódcy szwadronu jazdy. Zbierali ochotników i przekonywali społeczeństwo do wsparcia powstania głosząc „Złotą Hramotę”będącą rodzajem manifestu Rządu Narodowego. Przez Owsianiki dotarli do Białej, gdzie 12 maja 1963 pokonali patrol kozacki i zmusili do ucieczki oddział huzarów. W Rotmistrzówce (obecnie Werbiwka) oddział zaatakował stację pocztową. Uznany za szpiega poczmistrz został powieszony. Oddział złożony z 200 konnych i 36 pieszych powstańców wyruszył z Białej do wsi Bułhaje. 15 maja 1863 między Czeremosznem a Bułhajami zbliżyła się do powstańców piechota rosyjska w sile dwóch kompanii. Gdy oddział począł szykować się do boju, nadciągnęły jeszcze dwa szwadrony dragonów, a za nimi tłumy uzbrojonego chłopstwa. W bitwie powstańcy stracili 27 zabitych, 43 było rannych. Dragoni rosyjscy mieli 49 zabitych. Ustępujący przed przewagą nieprzyjaciela powstańcy przemieszczali się do Pohrebyszcz. Za nimi podążały tłumy chłopstwa, rabując konie i znęcając się nad rannymi. Platon Krzyżanowski oddał się w ręce władz rosyjskich. Władysława Padlewskiego pochwycili chłopi w Pohrebyszczach. Leon Czekoński rozpuścił resztę oddziału.
Więzieniem dla uczestników powstania stała się Twierdza Kijowska. Przywódców powstańczych osadzono w Skośnej Kaponierze, nazwanej tak z powodu asymetrycznego rozplanowania. Władysław Padlewski, Tadeusz Rakowski i Platon Krzyżanowski zostali oskarżeni  o czynny udział w powstaniu oraz bezpośrednie uczestnictwo w wydaniu wyroku śmierci na donoszącym władzom carskim poczmistrzu stacji w Rotmistrzówce Taksie vel Taksowie. 21 listopada 1863 Władysław Padlewski i pozostali oskarżeni zostali rozstrzelani pod murem Skośnej Kaponiery z wyroku sądu Kijowskiego Okręgu Wojennego. Majątek Mała Czerniawka został skonfiskowany.

## Rodzina
Żoną była Judyta Fox-Potocka h. Lubicz (1817 – 1889). Ślub 1835. Mieli synów: Zygmunta (1836 –1863) generała powstania styczniowego, Romana (1843 – 1913) uczestnika powstania styczniowego, pracownika Kolei Warszawsko-Wiedeńskiej, zmarłego w Kotiużanach, Władysława Wacława, który zmarł w dzieciństwie i córki: Ludwikę (1840 – 1920), żonę Oktawiana ks. Podhorskiego, Antoninę (1856 – 1918), żonę Michała ks. Podhorskiego oraz Annę Rakowską (1840 – 1923).

## Upamiętnienia

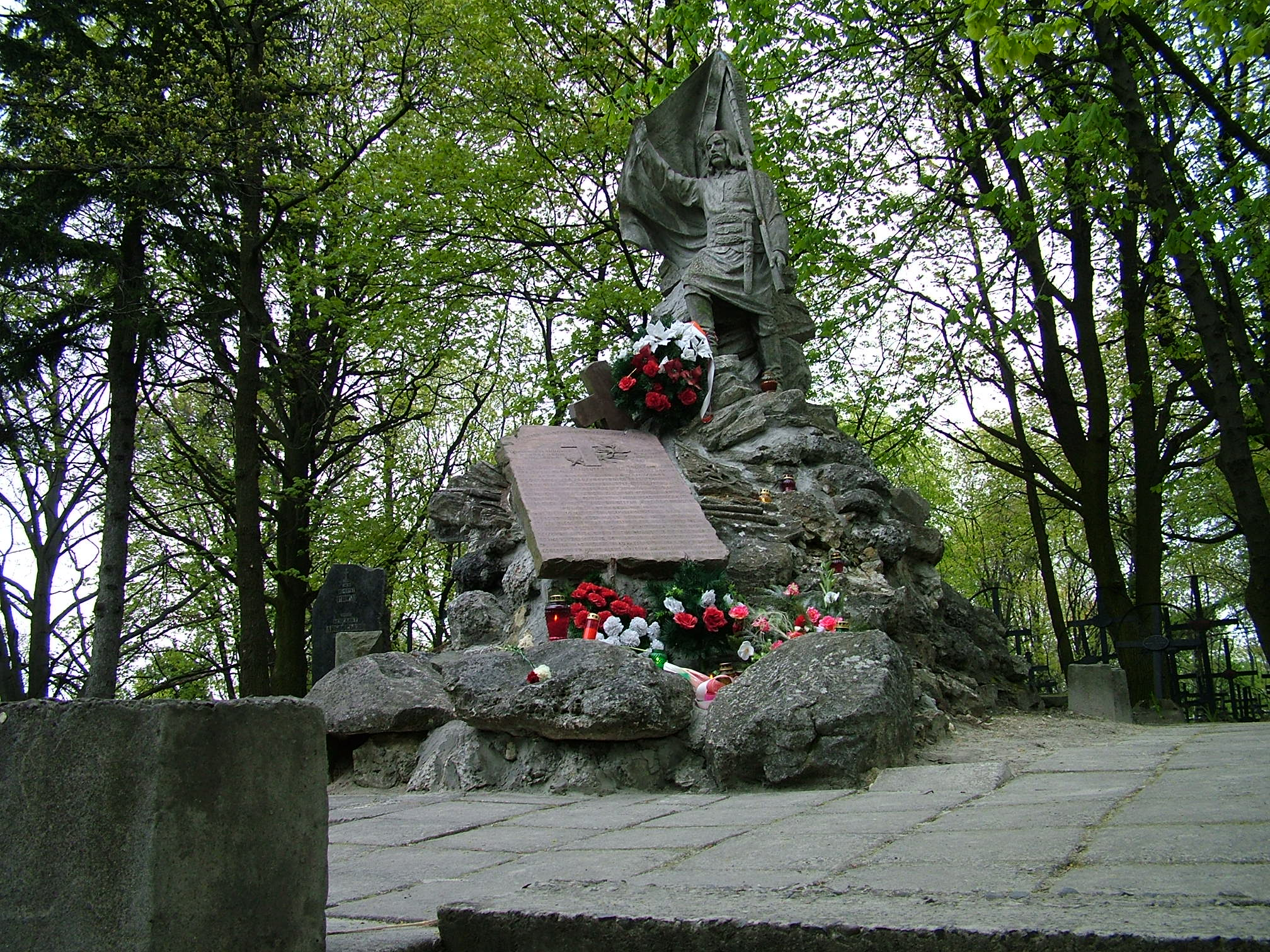
Lwów - Cmentarz Łyczakowski - Pomnik Szymona Wizunasa Szydłowskiego

- Na Cmentarzu Łyczakowskim we Lwowie jest kwatera, na której znajdują się groby uczestników powstania styczniowego. W 1909 na grobie  Szymona Wizunasa Szydłowskiego powstał pomnik z postacią powstańca. Na płycie Polegli i Straceni w r. 1863/4 wymieniony jest Władysław Padlewski[16][17][18].
- Tablica upamiętniająca bohaterów powstania 1863, Władysława Padlewskiego i jego syna Zygmunta, została umieszczona na murze Skośnej Kaponiery w 2018[19].